# 陳洪綬

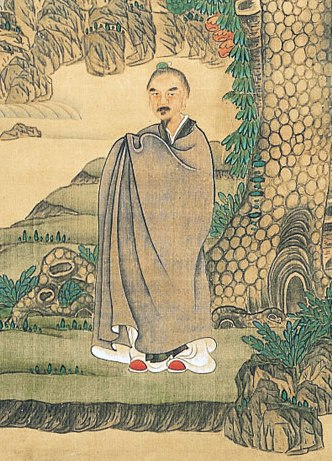
陳洪綬 自画像1635 台北国立故宮博物院

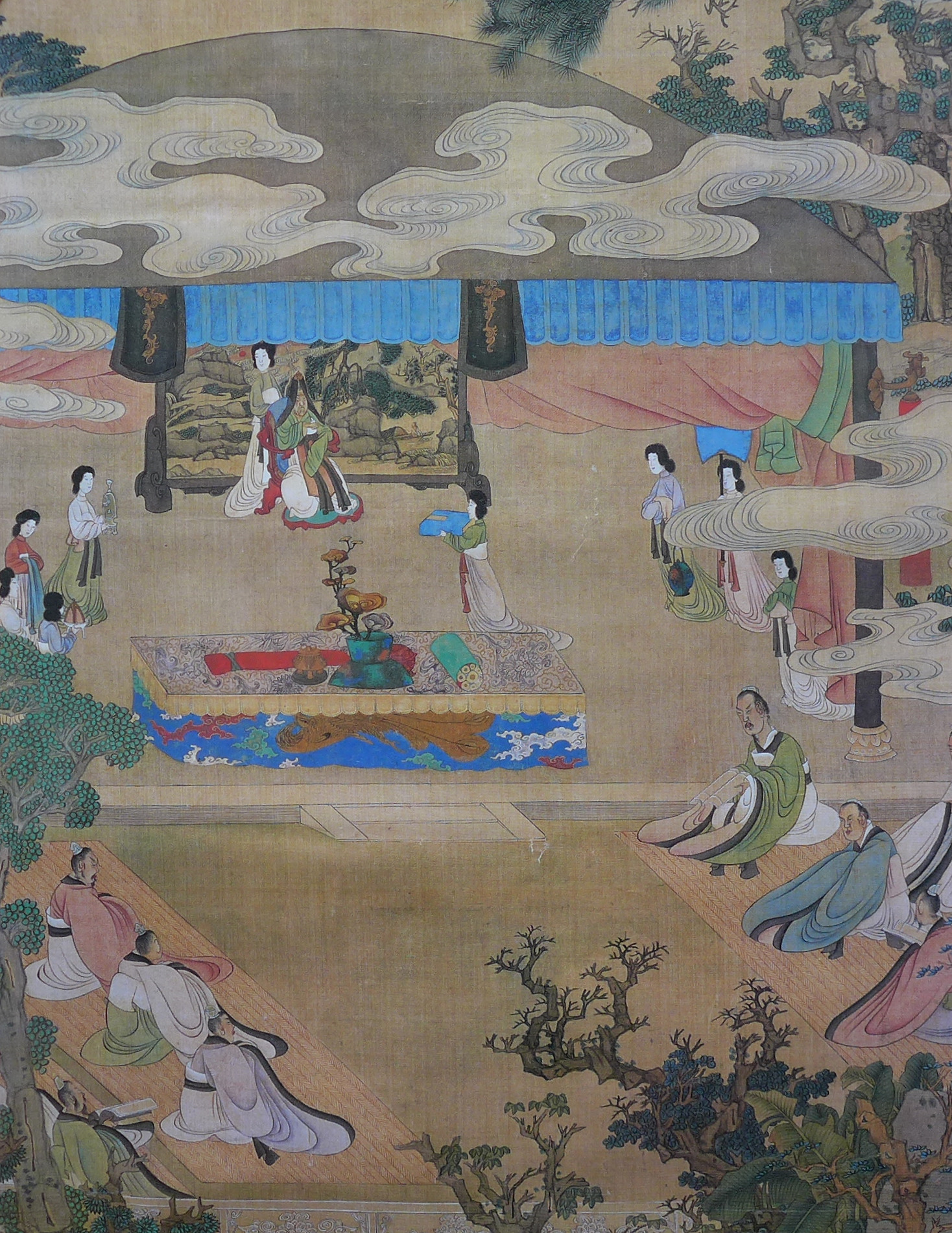
宣文君授経図 部分　1638年、クリーブランド美術館

陳 洪綬（ちん こうじゅ、万暦26年（1598年） - 順治9年（1652年））は、中国明末清初に活躍した文人。特にその画業は後世に大きい影響を与えた。字は章侯、号は老蓮・遅雲・弗遅・悔遅。本貫は紹興府諸曁県。

## 生涯
陳洪綬は士大夫の家系に生まれ、早くから画の才能を発揮した。岳父の家の壁に関羽像を描いて家人を驚かせたエピソードが伝わっている。しかし、父を早くに失うと兄との間で家産の相続問題が生じて家族と孤立したため僅か14歳にして家を離れ、画を売って暮らした。やがて劉宗周や黄道周らと知己となり強い愛国心が芽生え貧しい民衆への慈しみを持つようになる。
万暦46年（1617年）に諸生となるが、長らく科挙に及第できずにいた。画名が高まってきた頃の崇禎15年（1642年）に奨学金を受けて国子監生（国立大学）となるが、画工として扱われることを嫌い、翌年には職を辞して帰郷してしまう。すぐさま郷里に清軍が侵攻してきたため戦禍を避けて僧籍に身を置き、紹興の徐渭の旧宅に身を寄せた。順治9年（1652年）にようやく故郷に戻ることができたが同年のうちに没する。享年は55。念仏を唱え結跏趺坐のまま絶命したという。
陳洪綬の学問・芸術に対する態度は常に厳粛であり、詩書画に傑出した。友人の周亮工は陳洪綬を「奇癖有り」と表現しているが、無頼な性格で酒と女性をこよなく愛した。金銭や名誉に屈服することなく生涯を通じて文人としての矜持を貫いた。

## 画業
画ははじめ浙派の画師である藍瑛や孫杕に学んだ。藍瑛は陳洪綬を天授の才であると褒めている。その後、李公麟・周昉などに師法し、唐宋の古画の臨模を通じて技法を学んでいる。
山水画・花鳥画・人物画を得意とし版画の下絵なども描いた。特に人物画は独特で強い線描に人物の姿がデフォルメされ、見るものを惹きつけずにはおかない。戦国時代の政治家である屈原の愛国心に共鳴し屈原をテーマにした作品を多く手掛けているが、「屈子行吟図」は屈原の代表的な肖像画といわれる。また水滸伝の挿絵用に作成した「水滸葉子」は挿絵版画の最高傑作とされる。その他に『九歌図』・『西廂記』・『鴛鴦塚嬌紅記』・『博古葉子』などがある。当時北京の崔子忠と名声を分かち「南陳北崔」と称揚された。
陳の画業は揚州八怪や任熊・任薫兄弟らに大きく影響を与え、清朝末期に現れた任伯年はその衣鉢を継いだ。

### 代表作
- 「宣文君授経図」1638年、クリーブランド美術館
- 「陶淵明故事図」1650年、ホノルル美術館
- 「隠居十六観図」1651年、台北国立故宮博物院

## 著作
- 『宝綸堂集』

## 作品

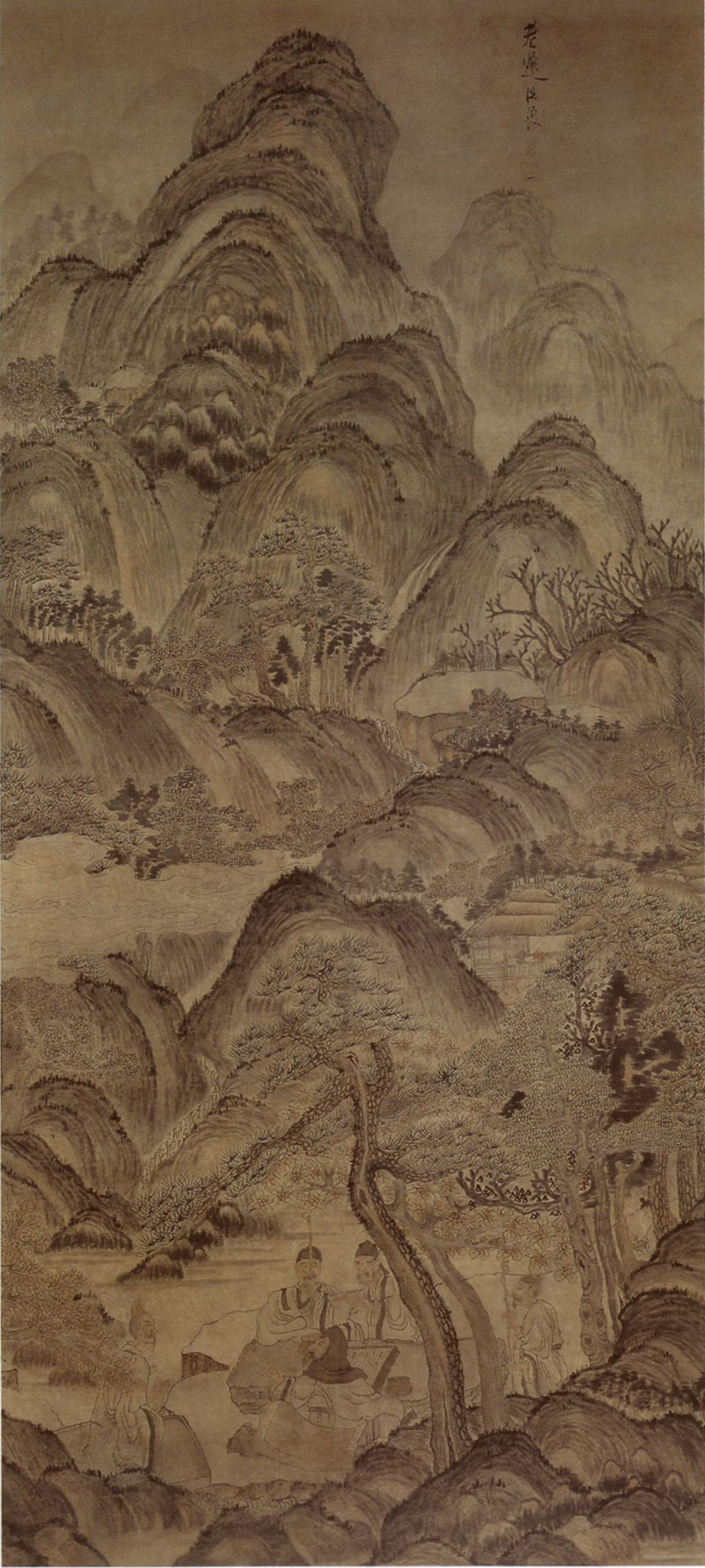
松渓対奕図　紙本　上海博物館
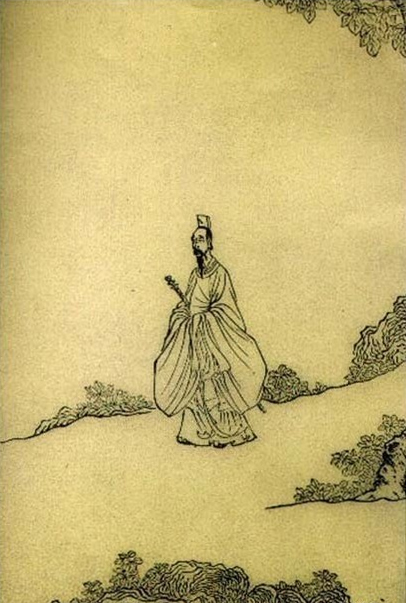
屈子（屈原）　行吟図　版画
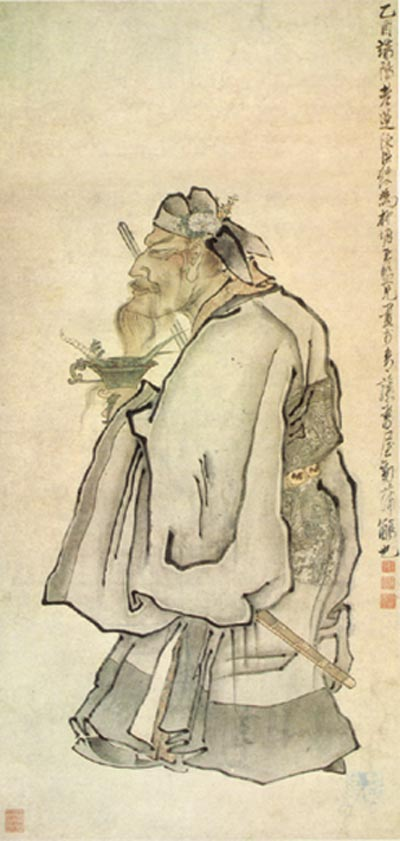
鍾馗像
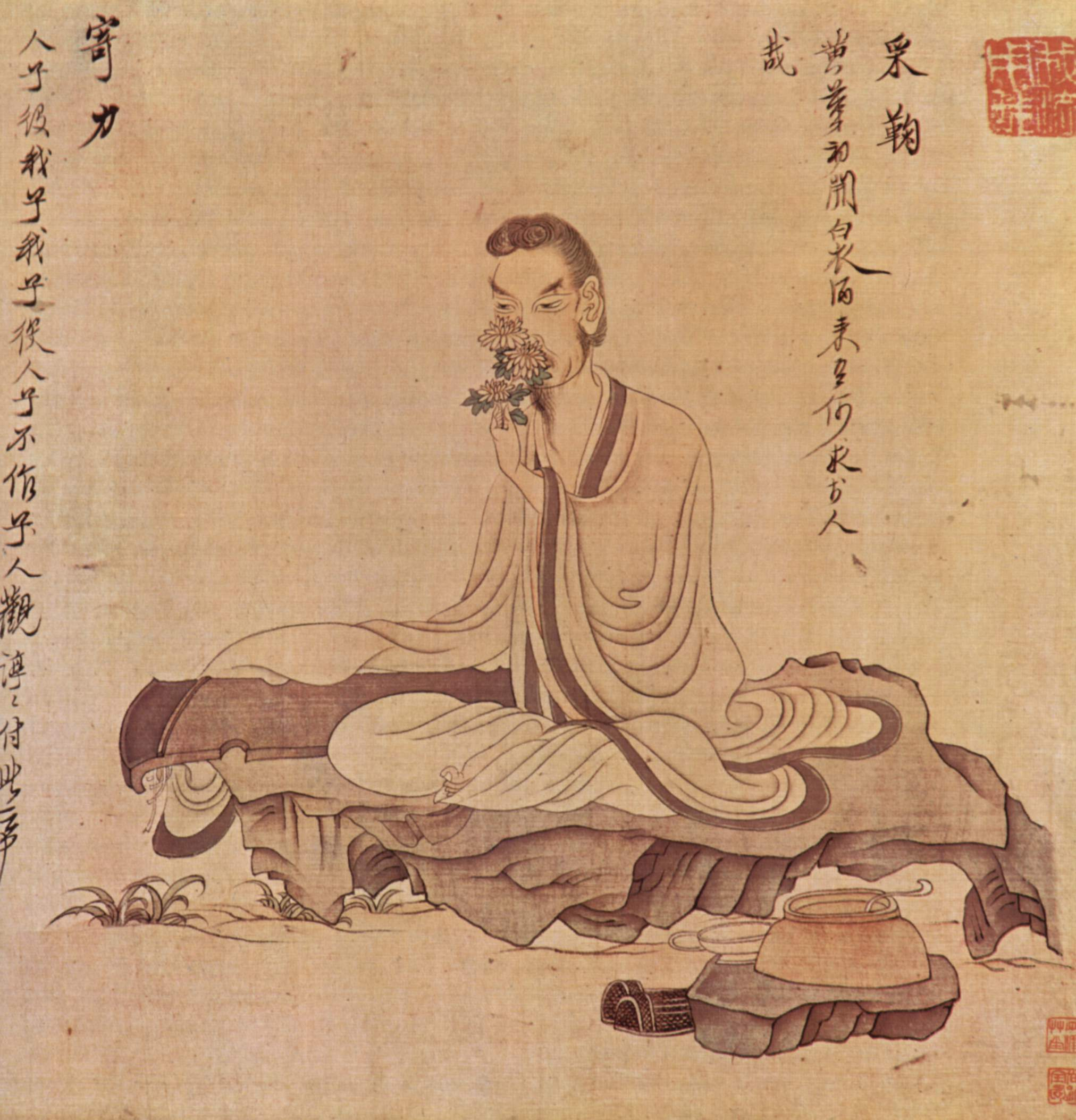
淵明採菊図　陶淵明故事図巻の一部　ホノルル美術館
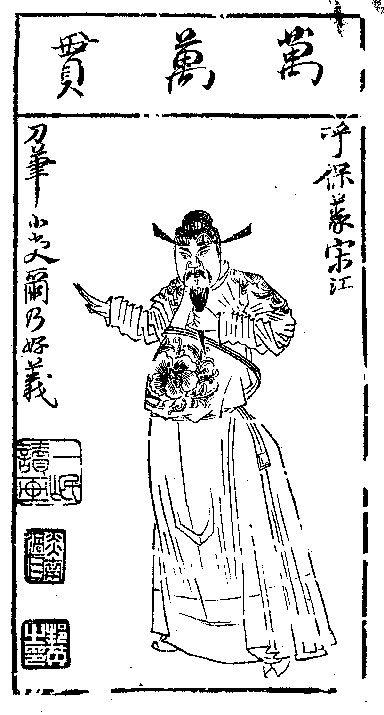
水滸葉子 宋江
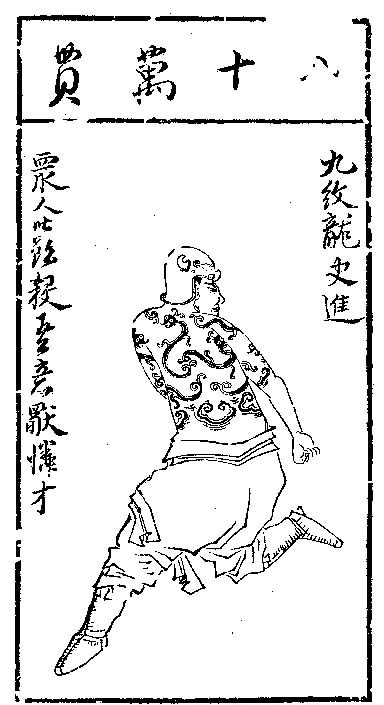
水滸葉子 史進
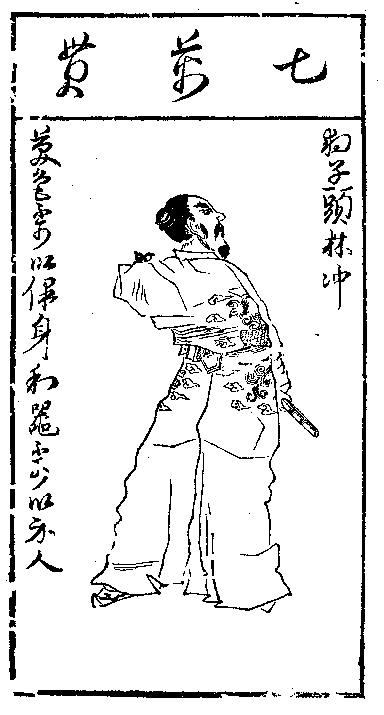
水滸葉子 林冲
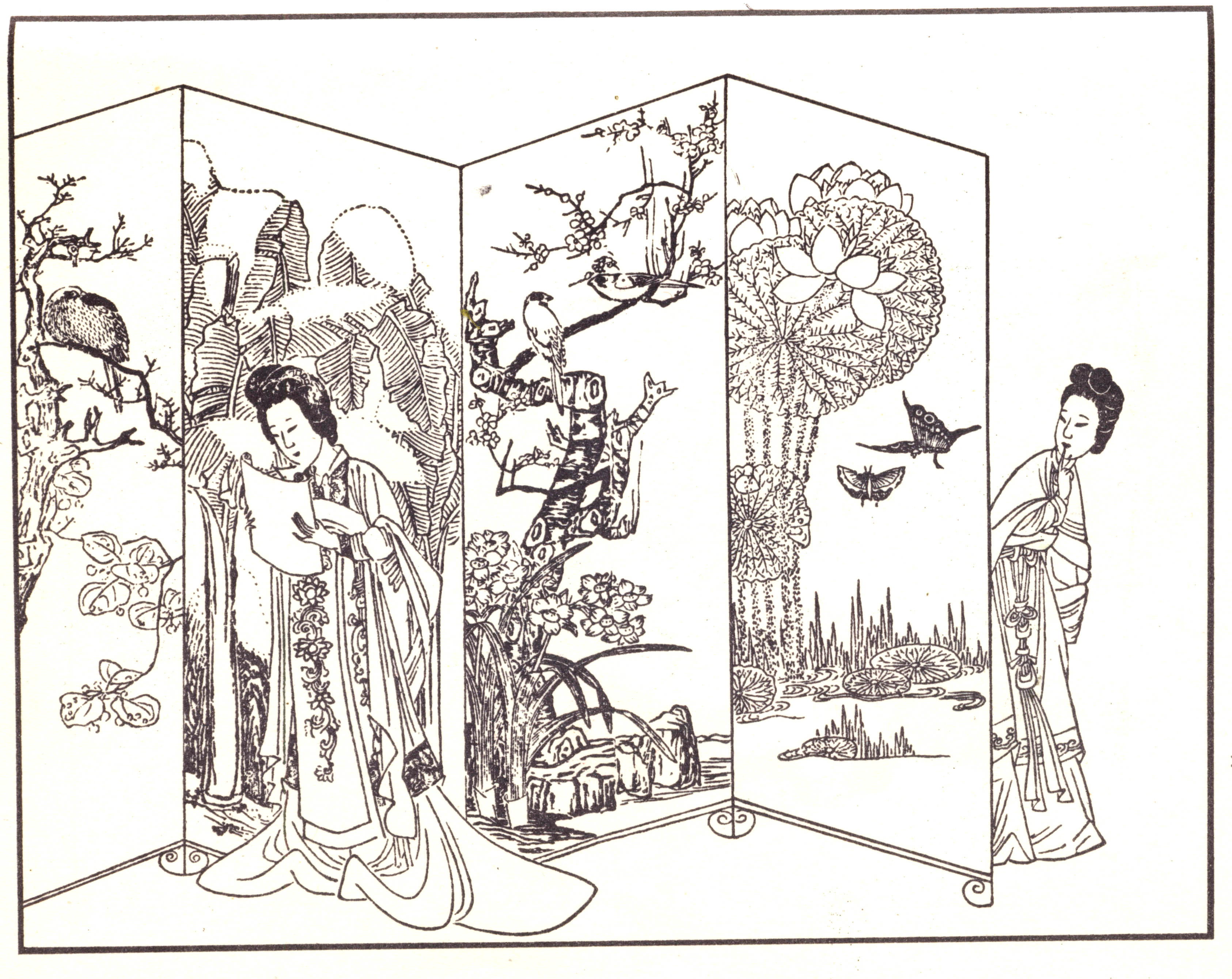
西廂記挿図
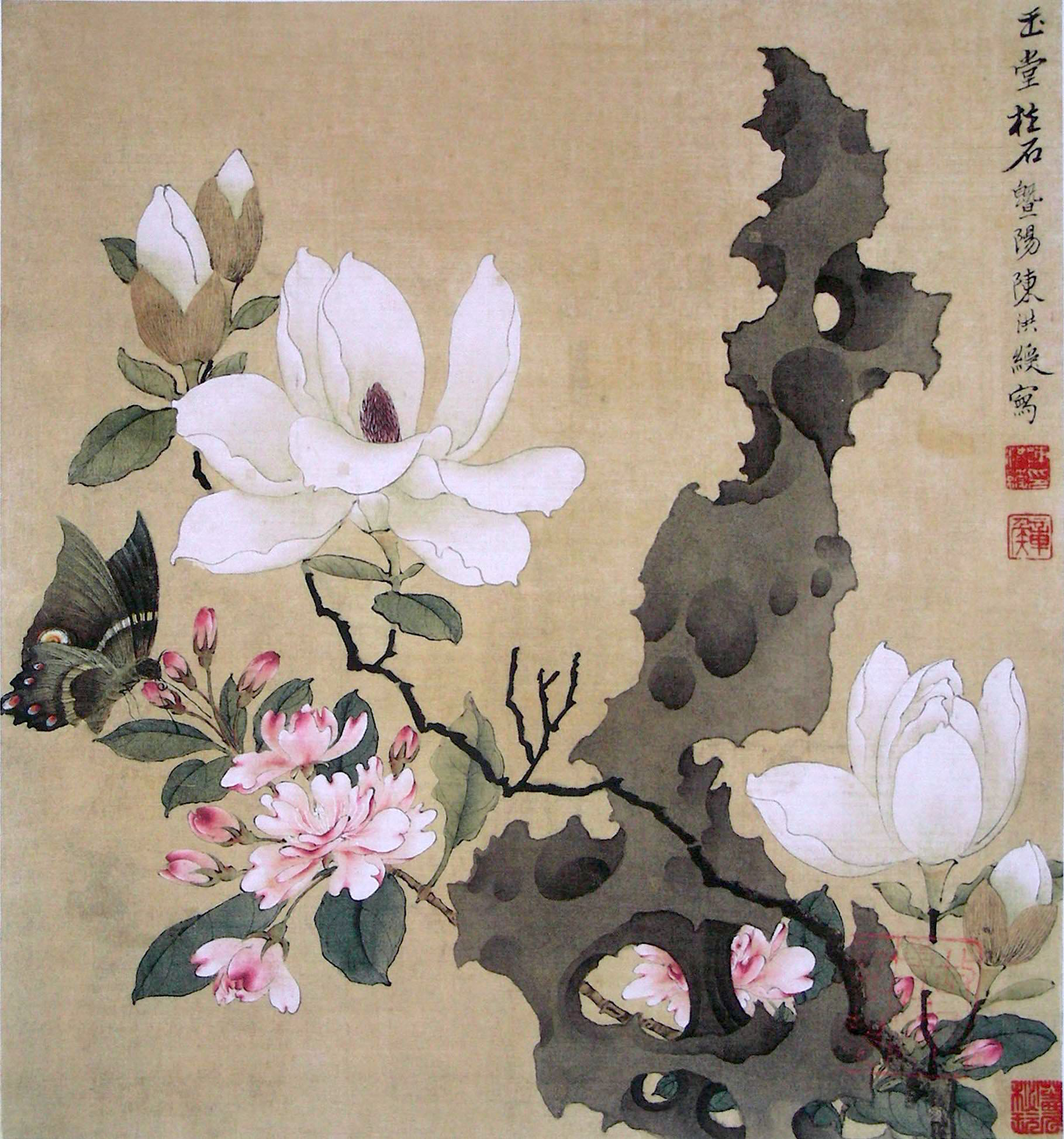
玉堂柱石図　北京故宮博物院
升庵簪花図　北京故宮博物院
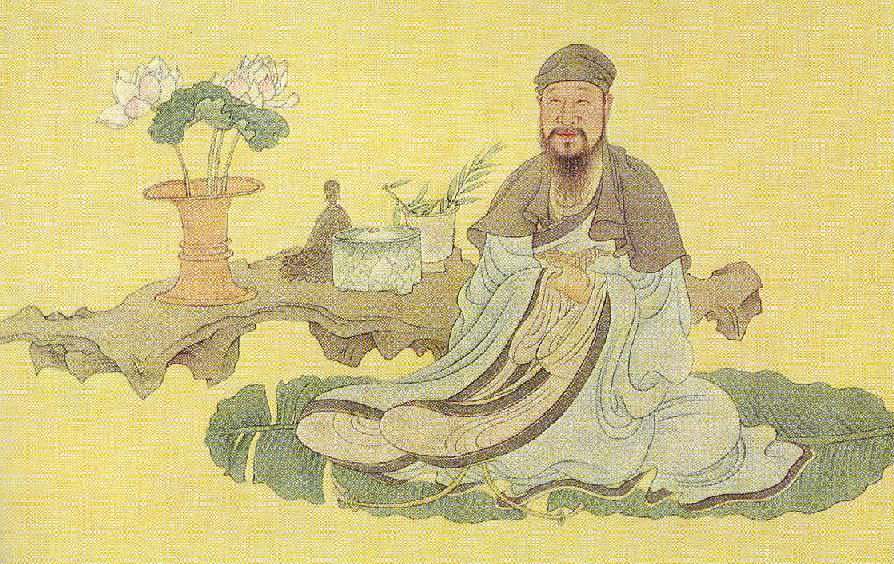
白居易像 南生魯四楽図、陳洪綬画　Rietberg Museum